# Raetia

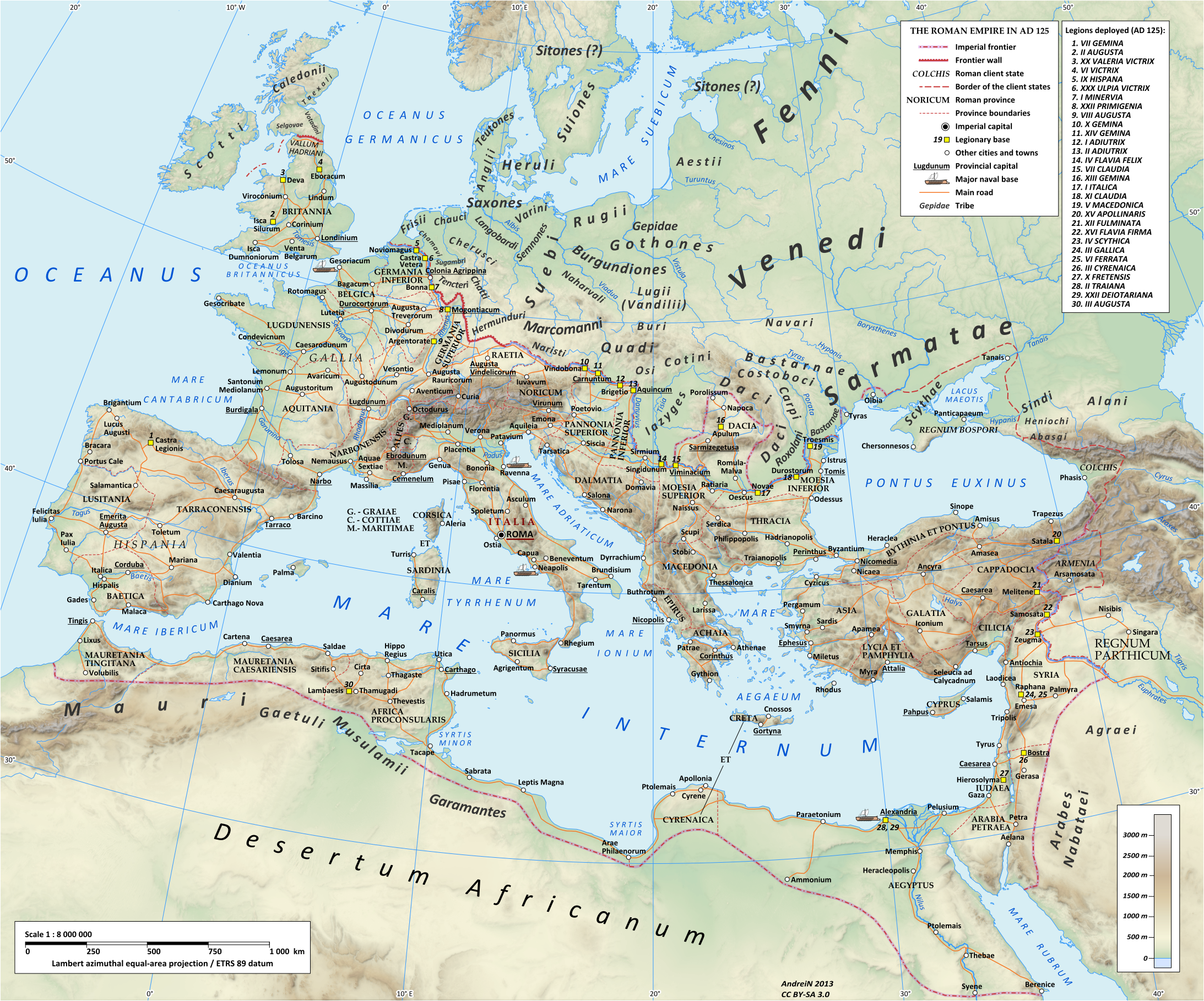
Đế quốc La Mã dưới triều đại của Hadrian (cai trị từ năm 117-138 CN), cho thấy tỉnh hoàng đế Raetia (Switzerland/Tyrol/Germany S. of Danube) ở thượng nguồn sông Danube và không có quân đoàn nào được bố trí ở đó vào năm 125.

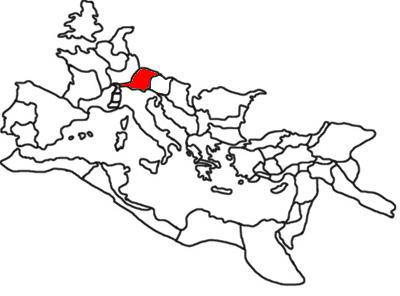
Tỉnh Raetia (màu đỏ).

Raetia (trên các dòng chữ khắc, bản thảo cổ đại thường sử dụng tên gọi Rhaetia; pron:. / Ri ː ʃə / hay / ri ː ʃiə /) là một tỉnh của đế quốc La Mã, nó được đặt theo tên của người Rhaetia (Raeti hoặc Rhaeti). Về phía tây nó giáp với vùng đất của người Helvetii, phía đông là với Noricum, về phía bắc là Vindelicia, phía Tây giáp với Cisalpine Gaul và phía nam giáp với Venetia et Histria. Như vậy nó bao gồm các khu vực ngày nay là miền đông và miền trung của Thụy Sĩ (bao gồm khu vực thượng nguồn sông Rhine và hồ Constance), miền nam Bavaria và Thượng Swabia, Vorarlberg, phần lớn Tirol, và một phần của Lombardy. Sau này Vindelicia-ngày này là miền đông Nam Wuerttemberg và tây nam Bavaria- cũng đã hợp thành một phần của Raetia. Biên giới phía bắc của Raetia dưới thời Augustus và Tiberius là sông Donau. Sau này biên giới phía bắc của nó đã trở thành một phần của phòng tuyến Limes Germanicus, trải dài 166 km về phía bắc của sông Donau. Raetia đã nối với Ý ở phía bên kia dãy núi An pơ nhờ con đường Via Claudia Augusta và đi qua đèo Reschen.

## Lịch sử
Có ít thông tin về nguồn gốc và lịch sử của người Raetia, vốn được ghi lại trong các thư tịch cổ đại là một trong những bộ lạc hùng mạnh và hiếu chiến nhất trong số của các bộ lạc ở dãy An pơ. Livy tuyên bố  rằng họ có nguồn gốc từ người Etruscan (một giả thuyết được Niebuhr và Mommsen ủng hộ). Một truyền thuyết được Justin thuật lại  và Pliny Già  khẳng định rằng họ là một phần của những cư dân đã định cư ở vùng đồng bằng sông Po và đã bị những người Gaul xâm lược đánh đuổi tới vùng núi này, khi đó họ lấy tên gọi "người Raetia" theo tên của nhà lãnh đạo Raetus, tuy nhiên, một nguồn gốc khác có thể đáng tin tưởng hơn đó là từ Rait("đất núi") trong tiếng Celt. Ngay cả khi nguồn gốc Etruscan của họ được chấp nhận, vào thời điểm vùng đất này được người La Mã biết đến, các bộ lạc người Celt đã chiếm hữu nó và đã đồng nhất hoàn toàn với cư dân bản địa của nó, và nói chung người Raetia sau này có thể được coi như là một tộc người Celt, mặc dù các bộ lạc không phải người Celt(thí dụ như Euganei) cũng đã sinh sống ở giữa họ.
Người Raetians được Polybius đề cập đầu tiên (nhưng chỉ tình cờ), và họ ít được nhắc đến cho đến tận sau khi kết thúc nền Cộng hòa. Tuy nhiên, có rất ít nghi ngờ rằng họ vẫn giữ được độc lập cho đến khi Tiberius và Drusus tiến hành chinh phục họ trong năm 15 CN.
Lúc đầu Raetia hình thành một tỉnh riêng biệt, nhưng vào cuối thế kỷ thứ 1 CN, Vindelicia đã được sáp nhập vào nó, vì vậy mà Tacitus (Germania, 41) có thể nói rằng Augusta Vindelicorum (Augsburg) là "một thuộc địa của tỉnh Raetia". Toàn tỉnh (bao gồm cả Vindelicia) đầu tiên nằm dưới quyền của một thái thú quân đội, sau đó dưới quyền một kiểm sát trưởng, nó không có quân đội thường trực đóng quân ở đây, nhưng nó lại dựa vào sự bảo vệ từ quân đội địa phương của mình và lực lượng dân quân tới thế kỷ thứ 2.
Trong suốt triều đại của Marcus Aurelius, Raetia nằm dưới sự cai quản của viên tướng chỉ huy Legio III Italica, đóng quân ở Castra Regina (Regensburg) vào năm 179 CN. Dưới thời Diocletianus, Raetia là một phần trong giáo phận dân sự của vicarius Italiae, và được chia thành Raetia prima, với một praeses tại Curia Raetorum (Chur) và Raetia secunda, với một praeses tại Augusta Vindelicorum (Augsburg). Ranh giới giữa chúng không được xác định rõ ràng.
Trong những năm cuối cùng của Đế quốc Tây La Mã, vùng đất này rơi vào tình trạng tiêu điều, nhưng sau đó khi người Ostrogoth chiếm đóng nó dưới triều đại Theodoric Đại đế, ông ta đã đặt nó dưới quyền một Dux, để khôi phục lại sự thịnh vượng ở một mức độ nào đó của vùng đất này.

## Kinh tế
Vùng đất này có rất nhiều đồi núi và người dân của nó khi không tham gia vào những cuộc cướp bóc, chủ yếu nuôi sống bản thân mình bằng cách chăn nuôi gia súc và khai thác gỗ rừng, và họ ít chú ý đến nông nghiệp. Tuy nhiên, một số thung lũng của nó cũng giàu có và màu mỡ, và sản xuất ra loại rượu vang được coi là có chất lượng ngang ngửa với bất kỳ loại rượu vang nào tại Italia. Bản thân Augustus ưa thích rượu vang Raetia hơn bất kỳ loại nào khác. Những sản vật khác nữa là hắc ín, mật ong, sáp, và pho mát.

## Địa lý con người
Những thành thị chính của Raetia (không bao gồm Vindelicia) đó là Tridentum (Trento) và Curia (Coire hoặc Chur). Đã có hai con đường La Mã lớn chạy qua vùng đất này- Via Claudia Augusta bắt đầu từ Verona và Tridentum qua đèo Reschen tới đèo Fern và từ đó đến Augusta Vindelicorum (Augsburg), và một con đường khác từ Brigantium (Bregenz) trên bờ hồ Constance đi qua Chur và Chiavenna tới Como và Milan.

## Bá tước Raetia (Rätien)

### Các thành phố quan trọng
- Alae (Aalen)
- Arbor Felix (Arbon)
- Apodiacum (Epfach)
- Aquilea (Heidenheim an der Brenz)
- Augusta Vindelicorum (Augsburg)
- Ausugum (Borgo Valsugana)
- Bauzanum hoặc Pons Drusi (Bolzano)
- Belunum (Belluno)
- Bilitio (Bellinzona)
- Brigantium (Bregenz)
- Cambodunum (Kempten im Allgäu)
- Castra Batava (Passau)
- Castra Regina (Regensburg)
- Clavenna (Chiavenna)
- Clunia (có thể là Feldkirch hoặc Balzers)
- Curia (Chur)
- Endidae (Neumarkt)
- Feltria (Feltre)
- Foetes (Füssen)
- Guntia (Günzburg)
- Gamundia Romana (Schwäbisch Gmünd)
- Oscela (Domodossola)
- Parthanum (Partenkirchen)
- Sebatum (San Lorenzo di Sebato/St. Lorenzen)
- Sorviodurum (Straubing)
- Sublavio (Ponte Gardena/Waidbruck)
- Tridentum (Trento)
- Veldidena (Khu vực Wilten của Innsbruck)
- Vipitenum (Vipiteno/Sterzing)